# 英力士掷弹兵车队
英力士掷弹兵车队（UCI隊伍代碼：IGD）是英國的職業自由車隊，属于UCI世界级别。車隊以英格蘭曼徹斯特國家自由車中心為根據地。车队受英国传媒公司天空赞助于2009年成立，名为天空職業自由車，2019年起转由英力士赞助。2020年，英力士为推广旗下英力士掷弹兵越野车而将车队改为同名。车队在2012-19年的八届环法中斩获了七次总冠军，包括：布拉德利·威金斯（2012年），克里斯·弗鲁姆（2013，2015-17），杰兰特·托马斯（2018），伊根·贝尔纳尔（2019）。还于2017年和2022年两度获得环法团队冠军。

## 外部連結
- 官方网站
- UCI隊伍頁面 （页面存档备份，存于）
- Team INEOS的Facebook專頁
- Team INEOS的X（前Twitter）